# Zákupy
Zákupy (în germană Reichstadt) este un oraș în districtul Česká Lípa, regiunea Liberec, Republica Cehă.